# Kolbäcks distrikt
Kolbäcks distrikt är från 2016 ett distrikt i Hallstahammars kommun och Västmanlands län.
Distriktet ligger i södra delen i kommunen med en del intill Mälaren.

## Tidigare administrativ tillhörighet
Distriktet inrättades 2016 och utgörs av socknen Kolbäck i Hallstahammars kommun.
Området motsvarar den omfattning Kolbäcks församling hade vid årsskiftet 1999/2000.